# Krisa (Akropolis)

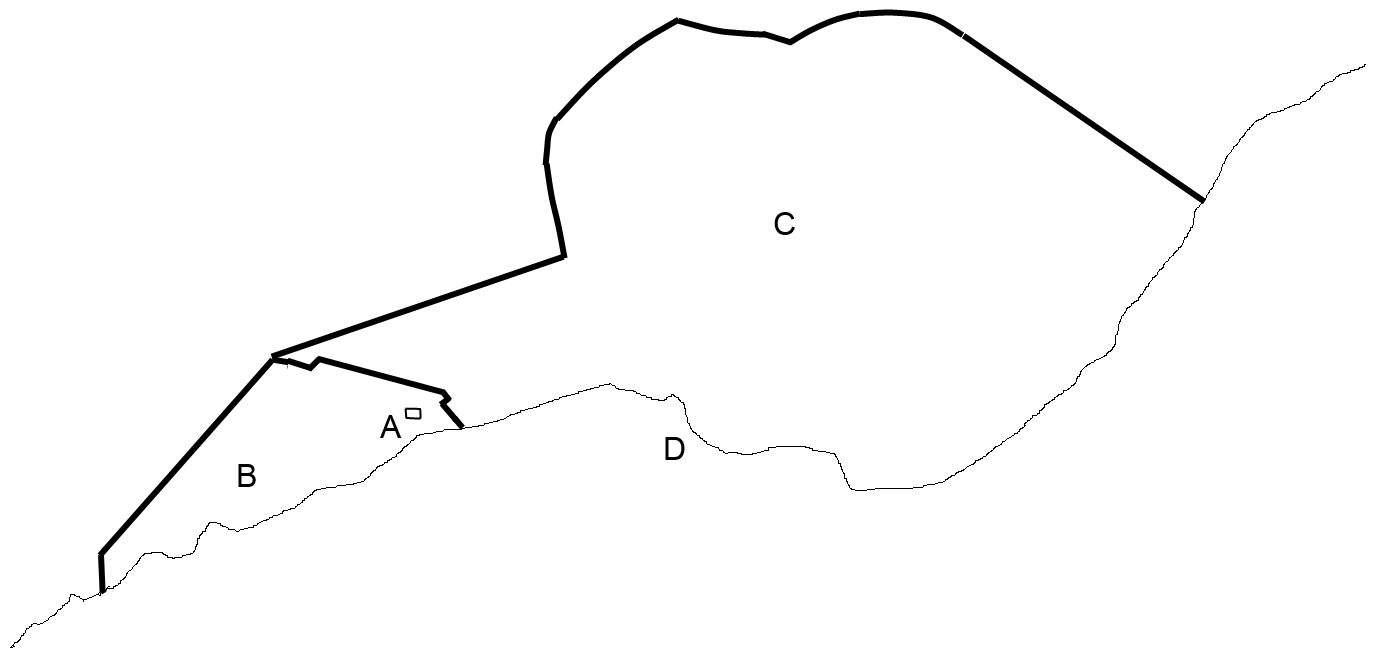
Plan der Akropolis von Krisa
A = Kirche Agios Georgios
B = Oberstadt
C = Unterstadt
D = Steilwand

Krisa oder Krissa (altgriechisch Κρίσα oder Κρίσσα) ist eine erstmals von Homer erwähnte antike griechische Stadt. Man vermutet, dass es sich bei den beim heutigen Ort Chrisso gefundenen Ruinen um das homerische Krisa handelt.

## Überlieferung
In der griechischen Mythologie hat Krisos, der Sohn des Phokos, Krisa gegründet und nach sich benannt. Sein Sohn Strophios herrschte nach seinem Vater über die Stadt. Er heiratete Anaxibia, die Schwester von Agamemnon und zeugte mit ihr den Pylades. Nach dem Tod ihres Vaters Agamemnon schickte Elektra ihren minderjährigen Bruder Orestes nach Krisa an den Hof von Strophios, wo er mit Pylades zusammen erzogen wurde.
Erstmals erwähnt wird die Stadt im Schiffskatalog Homers zu den phokischen Kontingenten des Trojanischen Kriegs und dort Κρῖσα ζάθεα, die heilige Krisa, genannt. Als Krisa wird sie auch im Hymnos an Apollon bezeichnet, zudem ihre Lage beschrieben. Demnach lag die Stadt oder ihr Gebiet unterhalb des schneebedeckten Parnass, auf einer nach Westen gerichteten Felsschulter, unterhalb eines unzerklüfteten Felsens und oberhalb einer schroffen Schlucht. Aufgrund dieser sehr präzisen Angabe wurde vermutet, der Dichter des Hymnos oder dessen Gewährsmann hätte sie anhand eigenen Augenscheins formuliert. Als Apollon in Delphingestalt mit kretischen Seeleuten nach Pylos segelte, gelangte er zum weinreichen Krisa und von dort weiter zu seinem oberhalb gelegenen Heiligtum in Delphi. Die enge Verbindung der Stadt mit dem Heiligtum führte dazu, dass der Stadtname Krisa synonym für das delphische Heiligtum gebraucht werden konnte.
Im 7. Jahrhundert v. Chr. muss Krisa eine einflussreiche Stadt und sogar an der Gründung von Metapont beteiligt gewesen sein. Nach umfangreicher antiker Überlieferung wurde Krisa um 590 v. Chr. vordergründig wegen der Aneignung heiligen Landes und wegen der von Durchreisenden erhobenen Zölle im Ersten Heiligen Krieg von einer Koalition aus Amphiktyonie, Sikyon und Athen belagert und schließlich erobert und zerstört. Andere Quellen nennen den eroberten Ort allerdings Kirrha, was laut Pausanias der jüngere Name Krisas gewesen sei. Anlass waren wohl Auseinandersetzungen um die Kontrolle des Heiligtums von Delphi, das bis dahin im sich ausdehnenden Machtbereich Krisas lag. Von der zerstörten archaischen Stadt fehlen bislang Spuren und Funde.
In poetischen und mythologischen Zusammenhängen blieb der Name Krisa erhalten. So nannte Sophokles in der Elektra die Ebene der Stadt die Krisäische (Κρισαῖον πέδον) und Kallimachos wählte diese Form für einen Hymnos ebenso. Auch wurde die Bucht, an der die Stadt lag, in der Antike fast ausnahmslos die Krisäische genannt (Κρισαῖος κόλπος).

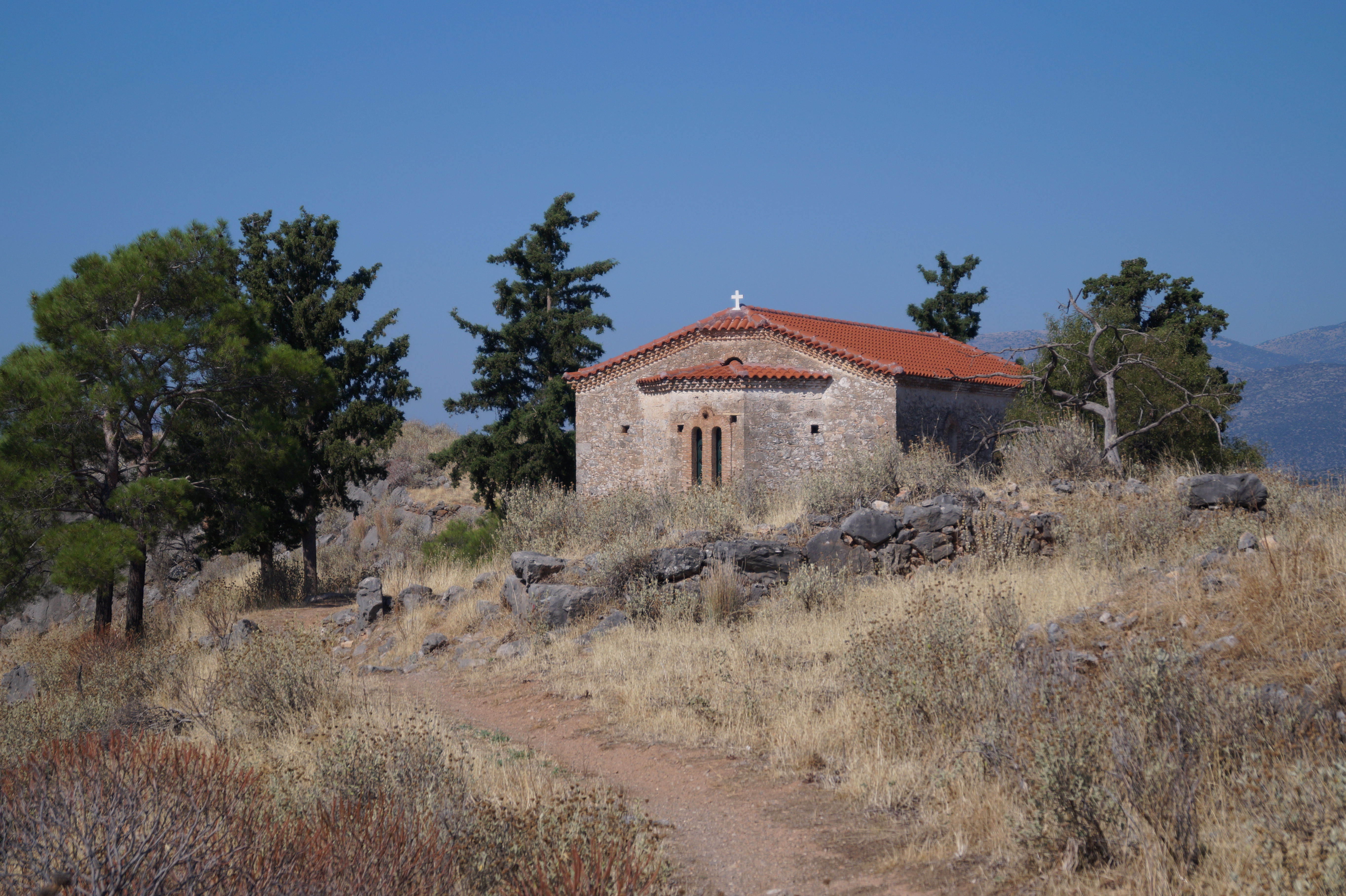
Kirche Agios Georgios und Reste der Mauer

## Lage
Die Ruinen, die man für das homerische Krisa hält, liegen auf dem Stefani-Hügel, etwa 1 km südlich von Chrisso. Auf dem Hügel, der nach Süden etwa 50 m steil abfällt, steht die Kirche Agios Georgios. Schon im 19. Jahrhundert hatten Reisende beobachtet, dass hier einst eine Siedlung stand. John Squire (1780–1812), der 1802 mit William Martin Leake und William Richard Hamilton die Bucht von Itea untersuchte, identifizierte als erster Krisa mit der Ortschaft Chrisso aufgrund des Namens. Leake konkretisierte diese Angaben 1835 in seinen Travels in Northern Greece, denn Chrisso sei nicht nur wegen der Namensverwandtschaft mit Krisa zu identifizieren, sondern auch wegen der auf diesen Ort zutreffenden Beschreibung des homerischen Hymnos. Doch erst 1936–1937 wurden hier durch die École française d’Athènes archäologische Grabungen durchgeführt.

## Archäologischer Befund
Die Siedlung auf dem Stefani-Hügel wurde um 1900 v. Chr. (Mittelhelladikum II) gegründet. Man vermutet, dass Einwohner aus dem etwa 5 km südlich gelegenen Kirrha hier siedelten, nachdem ihre Stadt am Meer von Invasoren zerstört wurde. Man errichtete eine Stadt auf dem südwestlichen Absatz. Die Mauern der Häuser errichtete man aus kleinen Steinen und ungebrannten Ziegeln. Zwischen den Häusern fand man Gräber aus mittelhelladischer Zeit. Kindergräber befanden sich, wie für die Zeit üblich, unter den Fußböden der Häuser. Fast alle Gräber waren Steinkistengräber.
Am Ende des Mittelhelladikums (MH III B, um 1600 v. Chr.) wurde Krisa durch Feuer zerstört. Kurze Zeit später, während des Späthelladikums I wurde der Hügel teilweise wiederbesiedelt, dabei direkt in die mittelhelladischen Strukturen eingegriffen, die zum Teil aber auch wiederverwendet wurden. Es dauerte eine Zeit lang, bis der Ort wieder seine ursprünglichen Ausmaße erreichte. Aus dieser Zeit fand man neben kleinen Gebäuden drei Megara, eines davon wegen der nachgewiesenen Treppenstufen wohl zweigeschossig, was auf eine palastähnliche Struktur schließen lässt. Um 1300 v. Chr. (Späthelladikum III B) errichtete man eine etwa 500 m lange und 3,50 m dicke Mauer, die westlich, nördlich und östlich um die Siedlung verlief. Im Süden errichtete man keine Mauer, da hier das Gelände steil zum Pleistostal abfällt. Im Westen entdeckte man ein kleines Tor und im Osten bei der Agios-Georgios-Kirche lag der Hauptzugang. Eine zweite Mauer mit einer Stärke von 6,20 m wurde im Nordosten an die Stadtmauer angebaut. Sie verlief zunächst nach Osten, knickte nach Norden ab und wendete sich in einem großen Bogen zur Steilwand im Osten. Auch hier blieben der Süden und Osten aufgrund des steilen Geländes unbewehrt. Ein Tor konnte im Norden festgestellt werden. Dieser zusätzlich befestigte Bereich blieb nach heutigen Erkenntnissen unbebaut. Ende des 12. Jahrhunderts v. Chr. wurde die Stadt vermutlich im Zuge der damaligen Wanderungsbewegungen zerstört.
Vereinzelte Funde, etwa ein archaischer Altar mit einer Weihinschrift an Athena und Hera, der früher als Anhaltspunkt für eine archaische Besiedlung des Platzes angesehen wurde, sind aus dem delphischen Heiligtum hierher verschleppt worden.
Erst im 5. oder 6. Jahrhundert n. Chr., in der byzantinischen Zeit, wurde der Hügel erneut für kurze Zeit besiedelt. Vermutlich kamen die Siedler aus dem benachbarten Kirra, das zu dieser Zeit verlassen wurde. Die bronzezeitliche Stadtmauer wurde erneuert und verstärkt. Die Häuser wurden über den antiken Mauern errichtet.